# Svartstrupig sydhake
Svartstrupig sydhake (Plesiodryas albonotata) är en fågel i familjen sydhakar inom ordningen tättingar som förekommer på Nya Guinea.

## Utseende
Svartstrupig sydhake är en 18-19 centimeter lång fågel med gråsvart ansikte, strupe och övre delen av bröstet. Hjässan och nacken är grå, och på halsen syns en vit diagonal fläck. Ovansidan är blågrå och undersidan grå, mot buk och undre stjärttäckare vit. Ben och näbb är svarta medan ögonen är mörkbruna. Fjäderdräkten påminner om en gråfågel, men den vita halsfläcken är diagnostisk.

## Utbredning och systematik
Svartstrupig sydhake delas in i tre underarter med följande utbredning:
- albonotata – förekommer i västra Nya Guinea (Vogelkopbergen)
- griseiventris – förekommer i centrala höglandsområden på Nya Guinea
- correcta – förekommer på Nya Guinea (berg på Huon-halvön och sydöstra halvön)

### Släktestillhörighet
Fågeln placeras traditionellt i släktet Poecilodryas, men lyfts allt oftare ut till det egna släktet Plesiodryas efter genetiska studier.

## Levnadssätt
Svartstrupig sydhake hittas mestadels i regnskog utmed Nya Guineas centrala högländer på 1800-2750 meters höjd. Den påträffas enstaka i undervegetationen eller på marken där den födosöker efter insekter.

## Status och hot
Arten har ett stort utbredningsområde, men tros minska i antal, dock inte tillräckligt kraftigt för att den ska betraktas som hotad. Internationella naturvårdsunionen IUCN listar arten som livskraftig (LC). Världspopulationen har inte uppskattats men den beskrivs som vida spridd men generellt ovanlig.